# Leticia Ocharán
Leticia Ocharán (Villahermosa, Tabasco, 28 de mayo de 1942 - 23 de octubre de 1997) fue una artista plástica mexicana.

## Biografía
En 1965 estudia pintura en la Escuela de Artes Plásticas de Veracruz. En 1967 se traslada a la Ciudad de México y se inscribe en la Escuela de Iniciación Artística número 1 del INBA. En cuanto a estudios profesionales, cursó hueco grabado en al taller del maestro Mario Reyes y escultura con la maestra Leticia Moreno, sin dejar de lado el taller de Crítica del Arte con Armando Torres Michúa todo esto en la Escuela Nacional de Artes Plásticas de la UNAM.

## Trayectoria
Ya como artista profesional colaboró en medios periodísticos con artículos y ensayos de crítica de arte, ilustradora para suplementos culturales en periódicos y revistas, también fue autora de libros. Presentó 53 exposiciones individuales, también participó en gran número de exposiciones colectivas en México y en el extranjero. Su obra mural se encuentra en Villahermosa y en La Venta, Tabasco. Sus pinturas se encuentran en Colecciones Públicas y privadas nacionales e internacionales. Acerca de ella el poeta Roberto López Moreno, en la Presentación del Homenaje a Leticia Ocharán, nos dice:
“…su inagotable quehacer la llevó a trabajar en los campos de la pintura (tanto abstracta como figurativa), el dibujo,(realizó además algún filme de dibujos animados), el grabado, el mural, el performance, la ambientación, no dejó de incursionar en la escultura, aunque con piezas pequeñas y en otras varias expresiones de la Plástica, incluso ayudó a impulsar las propuestas del Arte-Correo y la poesía visual.”

## Inquietud feminista
En sus colaboraciones para periódicos y revistas en diferentes ocasiones tocó el tema del arte hecho por mujeres; existe en el archivo de ARTAC, un escrito a máquina, de su autoría, consta de 16 cuartillas titulado: “Artistas mexicanas, cuatro siglos de historia” , comienza en el siglo XVI registrando el nombre de la pintora de la Nueva España Isabel de Ibía. Más adelante nos relata que las monjas pintaban sus propias imágenes religiosas y nos pone de ejemplo a Sor Juana, quien pintó su autorretrato para la condesa de Paredes. En este escrito vemos que 1844 es el año en que la Real Academia de San Carlos acepta inscribir la primera mujer en la historia de la institución, se llamó Isabel Jiménez; también nos habla de las escultoras y las grabadoras en el siglo XIX, otro capítulo es Las mujeres y el arte de la revolución: la gráfica; ya en el siglo XX toca el tema del Taller de la Gráfica Popular, éste apartado menciona a Sarah Jiménez, Elizabeth Cattlet, Elena Huerta, Mary Martín, Fanny Rabel, Rina Lazo, Mariana Yampolsky, Andrea Gómez, más tarde en 1967 se integrarán Leticia Ocharán y Alicia Reséndiz. Al final del texto afirma que : 
… “La mujer de hoy incursiona en todas las disciplinas Visuales contemporáneas y ocupa cargos dentro de las instituciones culturales. Su participación en el arte es universal y dentro de él lucha por la libertad humana, en la que implica también la de su propio género.”
 La muerte truncó la investigación que realizaba en torno al trabajo plástico de las mujeres en América Latina. Al respecto la artista Mónica Mayer nos dice: 
“…Leticia era el tipo de persona, el tipo de artista que no abunda…era una creadora multifacética… su compromiso era ante todo para consigo misma y no con los que se considera “artísticamente correcto”. Sin embargo, a ojo de buen cubero, podría afirmar que el tema de la mujer fue uno de los hilos conductores de su producción ya fuera para hablar sobre el erotismo o para denunciar la violación…Sé que dejó pendiente un libro sobre las mujeres artistas…me consuela saber que existen diversos artículos suyos publicados sobre el arte feminista y las grabadoras mexicanas que sin duda podrán cumplirse ya que son textos de referencia fundamentales para cualquier estudioso…”
 La crítica de cine y profesora de tiempo completo de la UNAM Ysabel Gracida asevera que Leticia Ocharán en su faceta de crítica de Arte demuestra una gran fuerza que surge de una postura feminista avanzada, y que mantuvo su posición por la defensa de las diferencias de género, en sus textos logra recuperar el amor, el dolor, la felicidad y el deseo.

## Premios
- 1976. Mención honorífica en el Salón de nuevos valores, Salón de la Plástica Mexicana, INBA, México
- 1978. Primer premio de Pintura, beca del concurso para maestros de enseñanzas artísticas.
- 1987. Reconocimiento al mérito del Museo Nacional de la Estampa.
- 1988.Primer premio de Pintura, en el segundo encuentro de pintores tabasqueños, Museo Carlos Pellicer, Villahermosa, Tabasco.
- 1988. Mención honorífica en El Quijote en la gráfica, Museo Nacional de la Estampa, INBA.
- 1989. Juchimán de plata, otorgado por la Universidad Juárez Autónoma de Tabasco y el gobierno de esa entidad, área de Artes y Letras.[5]

## Exposiciones
53 Exposiciones individuales.
- 1968: Instituto de Relaciones Culturales Mexicano-checoslovaco, México D. F.
- 1975: Galería Casa de Cortés, Galería Gandhi, Galería El Sótano en México D. F.
- 1977-1978: Galería de la Compañía de Luz y Fuerza del Centro, D. F. Galería José Guadalupe Posada, D. F. Galería José María Velásco D. F.
- 1981: Leticia Ocharán, obra reciente, Galería Viva México Caracas Venezuela.
- 1986: Leticia Ocharán instalaciones, objetos y dibujos, Museo Regional Carlos Pellizcar Villahermosa Tabasco.
- 1989: Guardamar, Museo Nacional David J. Guzmán, San Salvador, El Salvador.
- 1990: Grabados y dibujos, Centro Recreativo Jalapeño, Jalapa, Veracruz.

## ARTAC
La maestra L. Ocharán ocupó la Presidencia de la Asociación de Artistas Plásticos de México A. C. -ARTAC, también del Comité Mexicano de la Asociación Internacional de Artes Plásticas, AIAP, ONG asociada a la UNESCO durante dos períodos que abarcaron de 1988 a 1994. En noviembre de 1988 siendo presidenta de ARTAC, presenta ante la Comisión de Sociedad y Cultura instalada por el presidente Salinas de Gortari un documento solicitando al gobierno federal para que México suscribiera los pactos internacionales que facilitaran la libre circulación de los artistas y sus obras a través de las fronteras y la eliminación de las trabas aduanales que obstaculizan los intercambios entre los países y ponen en peligro los objetos de carácter cultural; esta solicitud no tuvo éxito. Como presidenta del Comité Mexicano de la AIAP junto con el Mtro. Francisco Zenteno Bujáidar, secretario General del mismo comité, representó en las siguientes asambleas y reuniones internacionales y regionales: 1989. XII Asamblea General y Congresos de la AIAP, León España; 1991.- I Reunión Regional de América Latina y el Caribe,en la Paz Bolivia; en 1992.- XIII Asamblea General y Congreso de la AIAP Seúl, Corea del Sur; 1994. II Reunión Regional de América Latina y el Caribe Sao Paulo ,Brasil. Exposiciones con ARTAC .- 1986 “ARTAC y la paz” Casa de la Cultura La Quinta Colorada; “ARTAC y los objetos”, Capilla Carlos Chávez;” ARTAC y la paz” Recinto de la Cámara de diputados, Palacio Legislativo.